# 阿谢弗尔
阿谢弗尔（德語：Ascheffel）是德国石勒苏益格－荷尔斯泰因州的一个市镇。总面积10.39平方公里，总人口970人，其中男性498人，女性472人（2011年12月31日），人口密度93人/平方公里。